# Hebron (gouvernement)

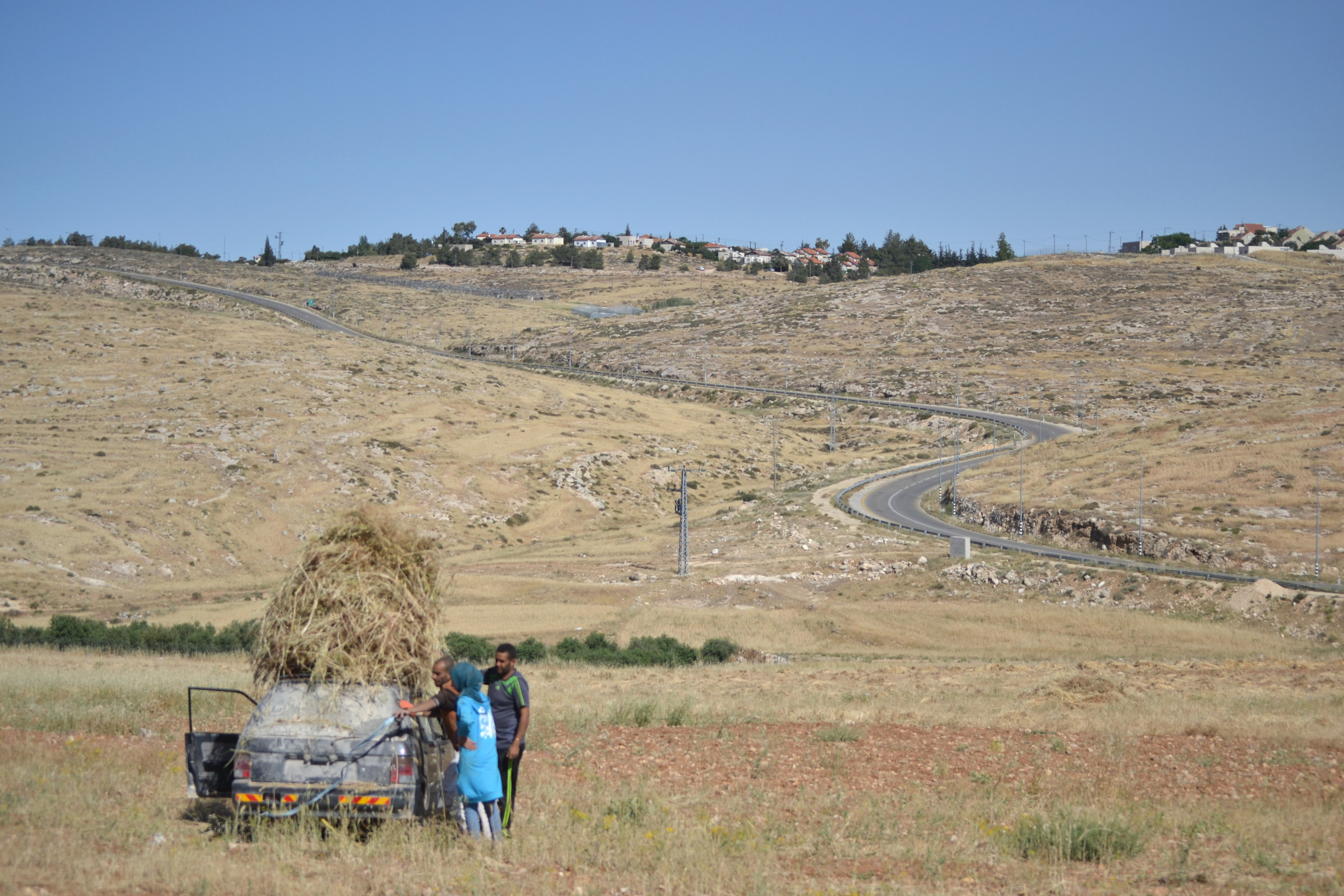
Een familie haalt hun oogst binnen in de Zuidelijke heuvels van Hebron (The South Hebron Hills), mei 2016

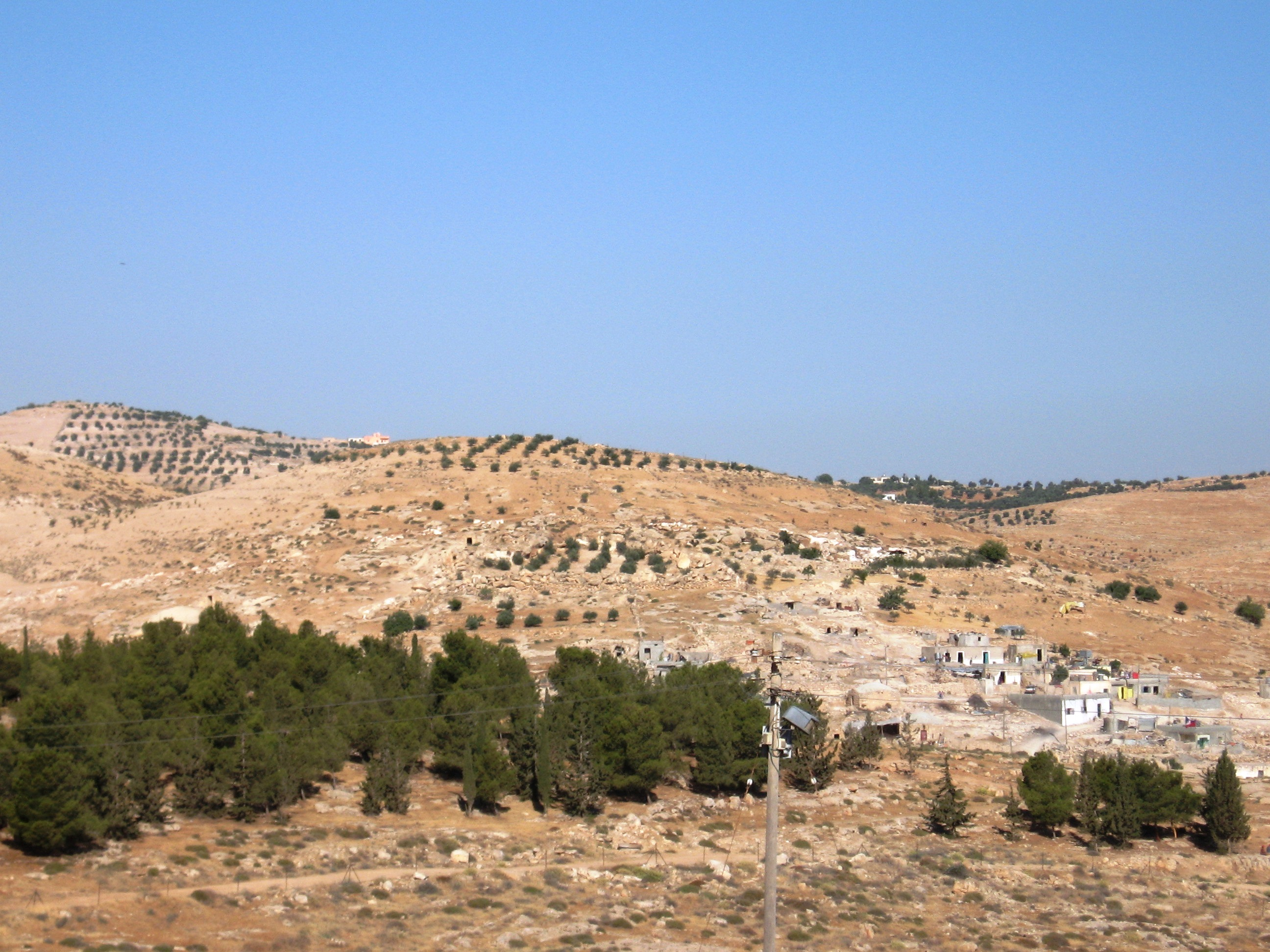
at-Tuwani, 2008

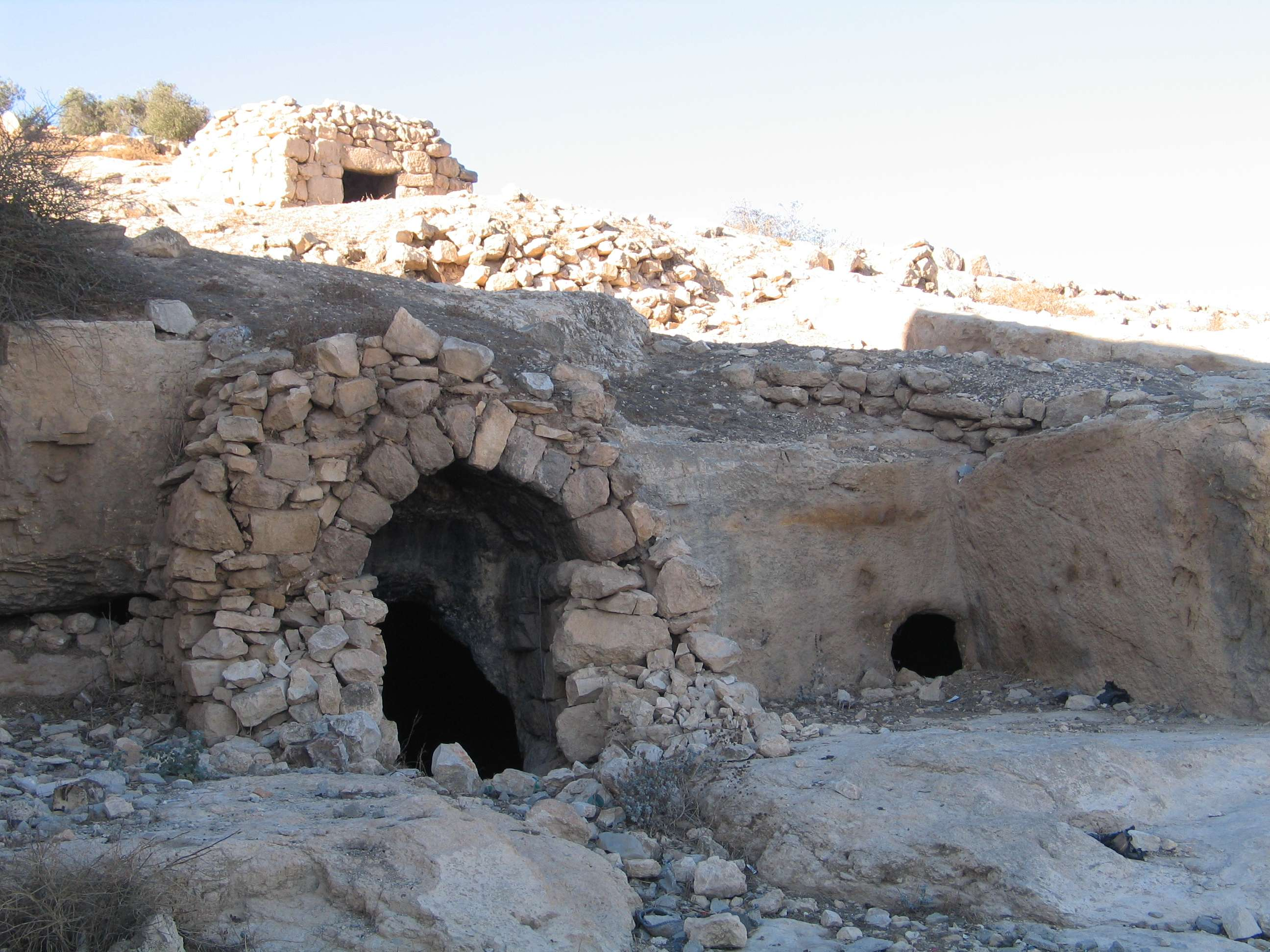
Grottenhuisjes in at-Tuwani

Het gouvernement Hebron (Arabisch: محافظة الخليل, Al Khalīl) is een van de zestien administratieve gouvernementen waarin de Palestijnse Autoriteit is opgedeeld. Het Hebron Gouvernement is het meest zuidelijk gelegen gouvernement op de Westelijke Jordaanoever met als hoofdstad Hebron. Het grenst in het noorden aan het gouvernement Bethlehem; in het zuiden en westen is de Groene Lijn de formele grens met Israël. Hebron is met een oppervlakte van 1.060 km² het grootste gouvernement. Het Palestijns Centraal Bureau voor Statistiek telde in anno 2016 729.193 inwoners voor het gouvernement Hebron, waardoor deze ook de meeste inwoners blijkt te hebben. (Zie de beschrijvingen bij de woonkernen). Naast de dorpen van minimaal 1000 inwoners zijn (of waren) er nog vele kleine bedoeïenendorpen. Vele daarvan zijn door Israël verwoest.

## Bestuurlijke indeling
Bij de Oslo-akkoorden van 1993, waarbij Palestijns zelfbestuur werd overeengekomen werd het gebied van de Westelijke Jordaanoever in zones verdeeld:
- Zone A - Onder bestuur van de Palestijnse Autoriteit.
- Zone B - Palestijnse Autoriteit maar onder Israëlisch militair bewind
- Zone C - Onder bestuur van de regering van Israël

Binnen het gouvernement Hebron omvat zone C 46,7% van de oppervlakte. Binnen het gebied van zone C zijn sinds de Zesdaagse Oorlog van 1967 Israëlische nederzettingen op Palestijns grondgebied gebouwd, is daarvoor land geconfisqueerd of geannexeerd en onder het eigen Israëlische bestuur van de Regionale raad van Har Hebron gebracht. 
Het gouvernement Hebron bestaat uit de volgende woonkernen:

### Steden en stedelijke gemeenten
- Ad Dhahiriya (38.002 inw.)
- As-samu (25.949 inw.)
- Ash Shuyukh (11.636 inw.)
- Bani Na'im (26.523 inw.)
- Beit Kahil (8.618 inw.)
- Beit Awwa (10.649 inw.)
- Beit Ummar (17.892 inw.)
- Beit Ula (14.375 inw.)
- Deir Samit (8.237 inw.)
- Dura (37.331 inw.)
- Halhul (29.222 inw.)
- Hebron (Al Khalil) (215.452 inw.)
- Idhna (25.107 inw.)
- Kharas (8.789 inw.)
- Nuba (5.726 inw.)
- Yatta (64.277 inw.)
- Sa'ir (23.830 inw.)
- Surif (17.650 inw.)
- Tarqumiya (18.960 inw.)

### Dorpen
Met meer dan 1.000 inwoners.
- Ad Deirat (1.050 inw.)
- Al Baqa (1.609 inw.)
- Al Burj (3.405 inw.)
- Al Heila (1.686 inw.)
- Al Karmil (4.940 inw.)
- Al Majd (2.542 inw.)
- Ar Ramadien (4.333 inw.)
- Ar Rihiya (5.215 inw.)
- As Sura (2.542 inw.)
- Beit 'Amra (2.859 inw.)
- Beit ar Rush al Fauqa (1.293 inw.)
- Beit 'Einun (2.389 inw.)
- Beit Maqdum (3.391 inw.)
- Deir al 'Asal al Fauqa (2.110 inw.)
- Hadab al Fawwar (2.533 inw.)
- Hitta (1.177 inw.)
- Imreish (2.199 inw.)
- Karma (1.830 inw.)
- Khallet al Maiyya (1.865 inw.)
- Khallet Edar (2.887inw.)
- Khallet Salih (1.443 inw.)
- Khursa (4.543 inw.)
- Kurza (1.018 inw.)
- Om Adaraj (Arab Al Ka’abneh) (1.074 inw.)
- Qalqas (1.517 inw.)
- Qla’a Zeta (1.193 inw.)
- Rabud (2.987 inw.)
- Shuyukh al-Arrub (2.047 inw.)
- Sikka 1.129 inw.)
- Taffuh (10.597 inw.)
- Umm Lasafa ( 1.126 inw.)
- Zif (1.120 inw

### Dorpjes en gemeenschappen
Met minder dan 1000 inwoners, meest bedoeïenendorpjes.
- 'Anab al Kabir (442 inw.)
- 'Arab al Fureijat (755 inw. )
- Al Bowereh (Aqabat Injeleh) (917 inw.)
- Al Buweib (802 inw.)
- An Najada (545 inw.)
- At-Tuwani (431 inw.)
- Beit ar Rush at Tahta (493 inw.)
- Beit Mirsim (420 inw.)
- Deir al 'Asal at Tahta (733 inw.)
- Deir Razih (354 inw.)
- Fuqeiqis (358 inw.)
- Hadab al 'Alaqa 847 inw.)
- Imneizil (515 inw.)
- Jala (329 inw.)
- Khallet al 'Aqed (359 inw.)
- Khallet Al Masafer (287 inw.)
- Khashem Adaraj (Al-Hathaleen) (800 inw.)
- Kheroshewesh Wal Hadedeyah (501 inw.)
- Khirbet ad Deir (349 inw.)
- Khirbet al Fakheit (305 inw.)
- Khirbet Salama (490 inw.)
- Khirbet Tawil ash Shih (240 inw.)
- Ma'in (606 inw.)
- Mantiqat Shi'b al Batin (181 inw.)
- Marah al Baqqar (284 inw.)
- Om Al Amad (Sahel Wadi Elma) (201 inw.)
- Om Ashoqhan (391 inw.)
- Tarrama (833 inw.)
- Um Al Khair (681 inw.)
- Wadi Al Amayer 635 inw.)
- Wadi ash Shajina (944 inw.)
- Wadi 'Ubeid (172 inw.)

### Vluchtelingenkampen
- Al'Arrub Camp (10.487 inw.)
- Al Fawwar Camp (8.642 inw.)

## Israëlische bezetting
Na de Zesdaagse Oorlog van 1967 en de bezetting van de Westelijke Jordaanoever is Israël op Palestijns grondgebied Israëlische nederzettingen in het Hebron-gouvernement gaan bouwen, die vervolgens onder eigen Israëlisch bestuur werden gebracht. Dit vindt voornamelijk plaats in zone-C van de Oslo-akkoorden. Door middel van de Israëlische Westoeverbarrière, waarvan de bouw in 2002 is begonnen, is allengs ook meer grondgebied voor nederzettingen geconfisqueerd of geannexeerd. Palestijnse dorpen zijn al, of worden, geïsoleerd en afgesneden van hun agrarisch grondgebied en steeds verder ingesloten door deze nederzettingen, snelwegen (bypassroads), muren of hekken en controleposten (checkpoints) van het Israëlische defensieleger (IDF) Bestaande huizen, wijngaarden en (fruit)bomen worden met bulldozers vernietigd.  De Palestijnse bevolking is door allerlei maatregelen onderworpen aan restricties voor het dagelijks leven. religieus zionistische kolonisten uit de nederzettingen die onder bescherming staan van het Israëlisch defensieleger (IDF), vallen bewoners en herders aan en vernielen boom- en fruitgaarden. Bedoeïenen worden gedwongen hun door Israël niet-erkende dorpen te verlaten en hun eenvoudige behuizingen worden verwoest.
In dit gebied bieden mensenrechtenverdedigers en niet-gouvermentele mensenrechtenorganisaties (NGO's) praktische hulp en rechtsbijstand aan Palestijnen. Onder meer de Wereldraad van Kerken heeft in dit gebied een speciaal programma opgestart, waarbij internationale waarnemers getuigen van het leven van de Palestijnen onder de bezetting en dat documenteren. Door hun aanwezigheid bieden ze bescherming aan Palestijnse boeren en herders op hun eigen land en begeleiden kinderen op weg naar school om ze te beschermen tegen kolonistengeweld en onrechtmatige restricties door Israëlische militairen.
De lang bestaande maar niet door Israël erkende bedoeïenendorpjes in de zuidelijke Hebronheuvels (The South Hebron Hills) worden door Israël verwoest of met verwoesting bedreigd, zoals Khirbet Susiya. De bewoners ervan worden gedwongen naar elders te vertrekken of worden gedeporteerd naar een ander deel van de Westelijke Jordaanoever. Meestal wordt het geruimde gebied dan gebruikt voor de uitbreiding van nederzettingen en hun verbindingswegen of de aanleg van een park ten bate van de nederzettingen.